# Nowosiółki Wierzchniańskie II
Nowosiółki Wierzchniańskie II – dawniej samodzielna miejscowość. Obecnie część Sokołowa na Białorusi, w obwodzie witebskim, w rejonie głębockim. Wchodzi w skład sielsowietu Udział.

## Historia
Pierwotnie wieś i pobliski majątek Konstantynów miały nazywać się Baryły. Po pożarze w 1812 roku zostały odbudowane i otrzymały obecne nazwy. Wierni należeli do parafii rzymskokatolickiej w Udziale.
W 1870 roku majątek leżał w wołoście Wierzchnie, w powiecie dziśnieńskim, w guberni wileńskiej, w granicach Imperium Rosyjskiego.
Nowosiółki Wierzchniańskie II zostały wchłonięte przez wieś Sokołowo. Miejscowości zostały opisane w Słowniku geograficznym Królestwa Polskiego. Z opisu wynika, że  Nowosiółki II leżały w okręgu wiejskim Wierzchnie i mieszkały tam 42 dusze rewizyjne. Majątek Wierzchnie należał do Śnitków.
W latach 1921–1945 wieś leżała w Polsce, w województwie wileńskim, w powiecie dziśnieńskim, w gminie Wierzchnie, od 1929 roku w gminie Głębokie.
Według Powszechnego Spisu Ludności z 1921 roku zamieszkiwało tu 140 osób, wszystkie były wyznania rzymskokatolickiego i zadeklarowały polską przynależność narodową. Było tu 25 budynków mieszkalnych. W 1931 w 28 domach zamieszkiwało 130 osób.
Wierni należeli do parafii rzymskokatolickiej w Konstantynowie i prawosławnej w miejscowości Wierzchnie. Miejscowość podlegała pod Sąd Grodzki w Głębokiem i Okręgowy w Wilnie; właściwy urząd pocztowy mieścił się w Wierzchni.
Po agresji ZSRR na Polskę w 1939 roku wieś znalazła się pod okupacją sowiecką, w granicach BSRR. W latach 1941–1944 była pod okupacją niemiecką. Następnie leżała w BSRR. Od 1991 roku w Republice Białorusi.